# کبوترک کاکل‌سیاه
کبوترک کاکل‌سیاه (نام علمی: Xolmis coronatus) نام یک گونه از سرده کبوترک‌ها است.